# 소방경

소방경의 계급장

소방경(消防警, Fire Marshall)은 소방관 계급 중 소방위의 위, 소방령의 아래로, 중간급 간부에 속한다.
공무원의 6급 주사, 경찰의 경감, 국군의 소령에 대응한다.

## 국가직 소방경
- 각 소방서 계장 또는 담당
- 119안전센터, 구조대장, 구급대장, 구조구급센터장, 소방정대장[5]

## 같이 보기
- 소방관 계급 목록